# Bruno Rodrigues
Bruno Rafael Rodrigues do Nascimento (Ceará-Mirim, Brasil; 7 de marzo de 1997) es un futbolista brasileño. Juega de delantero y su equipo actual es el Palmeiras de la Série A.

## Trayectoria
Formado en las inferiores del Athletico Paranaense, Rodrigues fue promovido al primer equipo en 2017, debutando en el Campeonato Paranaense el 29 de enero ante el Rio Branco Sport Club. En su etapa en el Paranaense, fue cedido a clubes de Brasil y Chipre.
En diciembre de 2019, el delantero firmó en el Tombense como agente libre.
Tras dos temporadas a préstamo en el Cruzeiro donde logró el ascenso a la Serie A, para la temporada 2024 fue fichado en el Palmeiras.

## Estadísticas
Actualizado al último partido disputado el 25 de enero de 2024.
| Club                          | Div.          | Temporada     | Liga  | Liga  | Estatal | Estatal | Copas nacionales | Copas nacionales | Copas internacionales | Copas internacionales | Total | Total |
| Club                          | Div.          | Temporada     | Part. | Goles | Part.   | Goles   | Part.            | Goles            | Part.                 | Goles                 | Part. | Goles |
| ----------------------------- | ------------- | ------------- | ----- | ----- | ------- | ------- | ---------------- | ---------------- | --------------------- | --------------------- | ----- | ----- |
| Athletico Paranaense · Brasil | 1.ª           | 2017          | 0     | 0     | 3       | 0       | 0                | 0                | 0                     | 0                     | 3     | 0     |
| Athletico Paranaense · Brasil | 1.ª           | 2019          | 0     | 0     | 8       | 1       | 0                | 0                | 0                     | 0                     | 8     | 1     |
| Athletico Paranaense · Brasil | Total club    | Total club    | 0     | 0     | 11      | 1       | 0                | 0                | 0                     | 0                     | 11    | 1     |
| Joinville · Brasil            | 3.ª           | 2017          | 12    | 1     | 7       | 0       | 2                | 1                | —                     | —                     | 21    | 2     |
| Joinville · Brasil            | Total club    | Total club    | 12    | 1     | 7       | 0       | 2                | 1                | 0                     | 0                     | 21    | 2     |
| Doxa Katokopias Chipre        | 1.ª           | 2017-18       | 9     | 0     | —       | —       | 4                | 0                | —                     | —                     | 13    | 0     |
| Doxa Katokopias Chipre        | Total club    | Total club    | 9     | 0     | 0       | 0       | 4                | 0                | 0                     | 0                     | 13    | 0     |
| Paraná · Brasil               | 2.ª           | 2019          | 30    | 3     | 0       | 0       | 0                | 0                | —                     | —                     | 30    | 3     |
| Paraná · Brasil               | Total club    | Total club    | 30    | 3     | 0       | 0       | 0                | 0                | 0                     | 0                     | 30    | 3     |
| Tombense · Brasil             | 3.ª           | 2020          | 0     | 0     | 0       | 0       | —                | —                | —                     | —                     | 0     | 0     |
| Tombense · Brasil             | Total club    | Total club    | 0     | 0     | 0       | 0       | 0                | 0                | 0                     | 0                     | 0     | 0     |
| Ponte Preta · Brasil          | 2.ª           | 2020          | 29    | 7     | 14      | 4       | 4                | 0                | —                     | —                     | 47    | 11    |
| Ponte Preta · Brasil          | Total club    | Total club    | 29    | 7     | 14      | 4       | 4                | 0                | 0                     | 0                     | 47    | 11    |
| São Paulo · Brasil            | 1.ª           | 2021          | 1     | 0     | 4       | 0       | 0                | 0                | 1                     | 0                     | 6     | 0     |
| São Paulo · Brasil            | Total club    | Total club    | 1     | 0     | 4       | 0       | 0                | 0                | 1                     | 0                     | 6     | 0     |
| Famalicão Portugal            | 1.ª           | 2021-22       | 33    | 5     | —       | —       | 7                | 3                | —                     | —                     | 40    | 8     |
| Famalicão Portugal            | Total club    | Total club    | 33    | 5     | 0       | 0       | 7                | 3                | 0                     | 0                     | 40    | 8     |
| Cruzeiro · Brasil             | 2.ª           | 2022          | 18    | 4     | 0       | 0       | 0                | 0                | —                     | —                     | 18    | 4     |
| Cruzeiro · Brasil             | 1.ª           | 2023          | 35    | 8     | 10      | 0       | 4                | 1                | —                     | —                     | 49    | 9     |
| Cruzeiro · Brasil             | Total club    | Total club    | 53    | 12    | 10      | 0       | 4                | 1                | 0                     | 0                     | 67    | 13    |
| Palmeiras · Brasil            | 1.ª           | 2024          | 0     | 0     | 2       | 0       | —                | —                | 0                     | 0                     | 2     | 0     |
| Palmeiras · Brasil            | Total club    | Total club    | 0     | 0     | 2       | 0       | 0                | 0                | 0                     | 0                     | 2     | 0     |
| Total carrera                 | Total carrera | Total carrera | 167   | 28    | 48      | 5       | 21               | 5                | 1                     | 0                     | 237   | 38    |

## Palmarés

### Títulos estatales
| Título                | Club                 | País      | Año  |
| --------------------- | -------------------- | --------- | ---- |
| Campeonato Paranaense | Athletico Paranaense | Paraná    | 2019 |
| Campeonato Paulista   | São Paulo            | São Paulo | 2021 |

### Títulos nacionales
| Título  | Club     | País   | Año  |
| ------- | -------- | ------ | ---- |
| Serie B | Cruzeiro | Brasil | 2023 |